# Metal Jukebox
Metal Jukebox je kompilační album německé powermetalové hudební skupiny Helloween vydané roku 1999. Album obsahuje pouze coververze písní od jiných autorů. Skladba „Lay All Your Love on Me“ byla vydána v Japonsku jako singl.

## Seznam skladeb
| Pořadí         | Název                      | Autor                                         | Originální verze | Délka |
| -------------- | -------------------------- | --------------------------------------------- | ---------------- | ----- |
| 1.             | He's a Woman - She's a Man | Klaus Meine, Herman Rarebell, Rudolf Schenker | Scorpions        | 3:13  |
| 2.             | Locomotive Breath          | Ian Anderson                                  | Jethro Tull      | 3:56  |
| 3.             | Lay All Your Love on Me    | Benny Andersson, Björn Ulvaeus                | ABBA             | 4:36  |
| 4.             | Space Oddity               | David Bowie                                   | David Bowie      | 4:51  |
| 5.             | From Out of Nowhere        | Roddy Bottum, Billy Gould, Mike Patton        | Faith No More    | 3:19  |
| 6.             | All My Loving              | John Lennon, Paul McCartney                   | The Beatles      | 1:44  |
| 7.             | Hocus Pocus                | Jan Akkerman, Thijs van Leer                  | Focus            | 6:43  |
| 8.             | Fait Healer                | Alex Harvey, Ted McKenna                      | Alex Harvey      | 7:08  |
| 9.             | Juggernaut                 | Frank Marino                                  | Frank Marino     | 4:50  |
| 10.            | White Room                 | Pete Brown, Jack Bruce                        | Cream            | 5:46  |
| 11.            | Mexican                    | Alan Shacklock                                | Babe Ruth        | 5:48  |
| Celková délka: | Celková délka:             | Celková délka:                                | Celková délka:   | 57:24 |